# Koolstof-14
Koolstof-14 of 14C (soms aangeduid als C14, hoewel onjuist) is een instabiele radioactieve isotoop van koolstof, een niet-metaal. Koolstof-14 vervalt door bètaverval naar stikstof-14, een stabiele isotoop. De isotoop komt, naast 12C en 13C, ook in de natuur voor. De abundantie is echter zeer laag: ongeveer 0,000 000 000 1 % (een tienmiljardste procent) van alle koolstofatomen is koolstof-14.
Koolstof-14 werd ontdekt op 27 februari 1940 door Martin Kamen en Sam Ruben in het Radiation Laboratory van de Universiteit van Californië - Berkeley.

## Vorming en radioactief verval
De belangrijkste bron voor koolstof-14 op Aarde is de werking van kosmische straling op stikstof in de atmosfeer. Daarom is koolstof-14 een kosmogeen nuclide. Het wordt voornamelijk gevormd in de troposfeer en de stratosfeer. Daar worden thermische neutronen (geproduceerd door kosmische straling) geabsorbeerd door stikstofatomen:
{\displaystyle {\ce {^1_0n + ^{14}_7N -> ^{14}_6C + ^1_1p}}}
Het gevormde koolstof-14 reageert snel met zuurstofgas in de lucht tot radioactief koolstofmonoxide en koolstofdioxide, dat ook door het water in de oceanen wordt opgelost (onder de vorm van waterstofcarbonaat-ionen).
Koolstof-14 vervalt door bètaverval naar stikstof-14 en zendt daarbij - naast een elektron - ook een elektron-antineutrino uit:
{\displaystyle {\ce {{^{14}_{6}C}->{^{14}_{7}N}+{e^{-}}+{\bar {\nu }}_{e}}}}
C14 wordt aangewend bij de koolstof-14-datering en in studies van metabole routes van zowel lichaamseigen als lichaamsvreemde stoffen. Bij de datering is de hoeveelheid C14 die nog over is een maat voor hoe lang geleden een organisme gestorven is, in het tweede geval kan de tijdens het verval uitgezonden straling gebruikt worden om vast te stellen welke product(en) ontstaan zijn uit een oorspronkelijke stof.
Dit verval heeft een halveringstijd van 5730 ± 40 jaar. De vervalenergie bedraagt 0,156476 MeV.
8C · 9C · 10C · 11C · 12C · 13C · 14C · 15C · 16C · 17C · 18C · 19C · 20C · 21C · 22C · 23C